# Grupa z operatorami
Grupa z operatorami lub {\displaystyle \Omega }-grupa – struktura algebraiczna będąca grupą wraz ze zbiorem endomorfizmów grupowych.
Grupy z operatorami były studiowane dogłębnie przez Emmy Noether i jej szkołę w latach 20. XX wieku. Użyła ona tego pojęcia w jej oryginalnym sformułowaniu trzech twierdzeń o izomorfizmie.

## Definicja
Grupa z operatorami {\displaystyle (G,\Omega )} to grupa {\displaystyle G} z rodziną funkcji {\displaystyle \Omega {:}}
{\displaystyle \omega \colon G\to G,\quad \omega \in \Omega ,}
które są rozdzielne względem działania grupowego. {\displaystyle \Omega } nazywana jest dziedziną operatorów, a jego elementy nazywane są homotetiami {\displaystyle G.}
Obraz elementu {\displaystyle g} grupy przy funkcji {\displaystyle \omega } oznacza się {\displaystyle g^{\omega }.} Rozdzielność może być wtedy wyrażona jako
{\displaystyle \forall _{\omega \in \Omega }\;\forall _{g,h\in G}\;(gh)^{\omega }=g^{\omega }h^{\omega }.}
Podgrupa {\displaystyle S} grupy {\displaystyle G} nazywana jest podgrupą stabilną, {\displaystyle \omega }-podgrupą lub podgrupą {\displaystyle \Omega }-niezmienniczą, o ile zachowuje homotetie, tj.
{\displaystyle \forall _{s\in S}\;\forall _{\omega \in \Omega }\;s^{\omega }\in S.}